# Shivta
Shivta est un site archéologique situé dans le désert du Néguev en Israël, à peu près à mi-chemin entre Tel Nitsana et Sde Boker, à 40 km au sud-ouest de Beer-Sheva. Le site se trouve dans une zone particulière aride. Il semble avoir été établi par les Nabatéens au Ier siècle. Il atteint son apogée à l'époque byzantine, au VIe – VIIe siècle. Les principaux vestiges visibles sur le site datent de cette période.
Elle fait partie de la route de l'encens nabatéenne. En raison de cette importance historique, l'UNESCO a accordé à quatre villes du Néguev le statut conjoint de site du patrimoine mondial de l'UNESCO : Haluza, Mamshit, Avdat, Shivta.

## Présentation historique

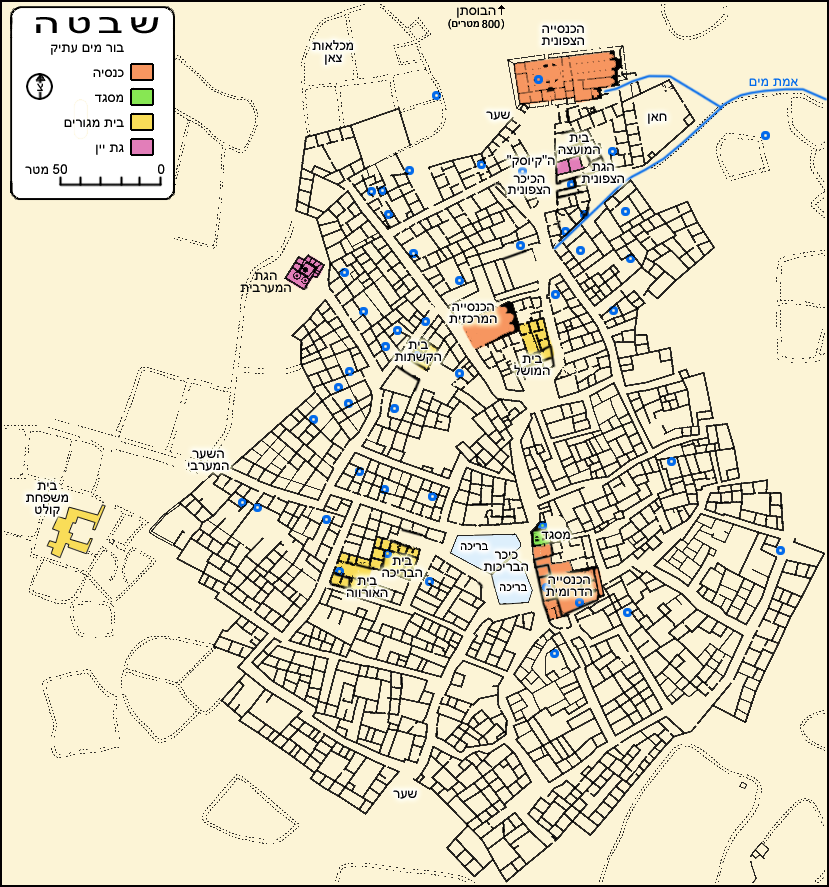
Carte du site de Shivta.

Fondé au Ier siècle par les Nabatéens, la cité est construite dès le début de manière à récupérer chaque goutte de pluie (il tombe en moyenne 86 mm d'eau chaque année) et à la conduire dans l'immense double citerne qui se trouve au nord. Cette sédentarisation de nomades était une étape sur la route commerciale des épices et de l’encens. Pour le reste, on sait peu de choses de la vie locale des IIe et IIIe siècles. Mais le développement du commerce favorisa celui de la ville au IVe siècle, de manière continue jusqu'à la fin du Ve siècle.
De cette période datent les églises qui démontrent l'importance de l'expansion chrétienne en ce milieu. Le développement urbain démontre le constant souci de respecter et d'amplifier les systèmes de récupération des eaux, auquel participaient les rues pavées. la gestion et l'entretien de ce recueil des eaux était organisé comme un service public, et on a retrouvé des attestations pour ceux qui collaboraient à cet entretien, probablement à faire valoir sur les impôts ou taxes locales.
Les vestiges sont particulièrement importants et comprennent deux grandes églises (dont une des deux possède un intéressant baptistère à degrés en forme de croix) ainsi que plusieurs grands réservoirs et des pressoirs à raisins. On a pu également retrouver des traces des systèmes de récupération des eaux mis en place par les Nabatéens.
Un tremblement de terre au début du VIe siècle a ravagé la cité.
La vie locale s'est éteinte au IXe siècle.
Une base militaire des Forces de défense d'Israël (Tsahal) se trouve juste à l'entrée du site.
| \| Avdat Mamshit Haluza Shivta Moa Nekarot Saharonim Makhmal Kasra Nitsana Pétra Gaza \| Sites nabatéens du Néguev |
| Avdat Mamshit Haluza Shivta Moa Nekarot Saharonim Makhmal Kasra Nitsana Pétra Gaza                                 |